# نمادگرایی

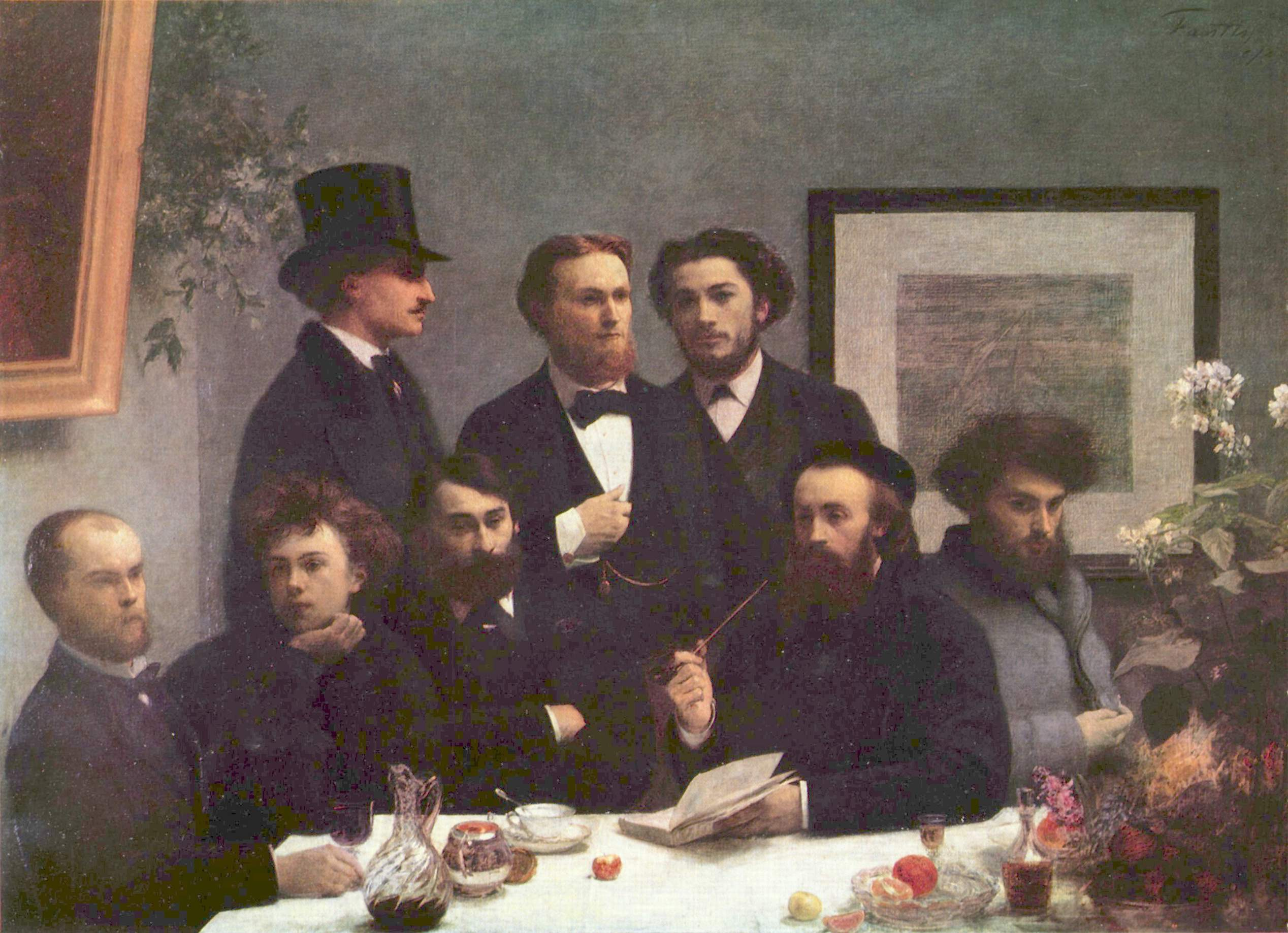
چهره‌های شاخص نمادگرایی در اثری از آنری فانتن-لاتور

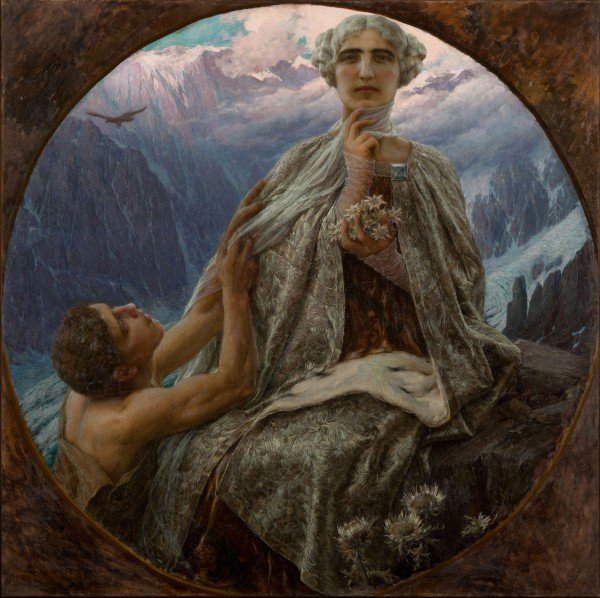
اجلاس سران، سال ۱۹۱۲، اثری نمادین از نقاش Cesare Saccaggi از Tortona

نَمادگرایی یا سَمبولیسم (به انگلیسی: Symbolism) یکی از مکتب‌های ادبی و هنری است. این مکتب در پایان سده نوزدهم به وجود آمد. شارل بودلر پیشگام این راه شد. در میان کسانی که از بودلر الهام گرفتند و با آثار خود زمینه را برای پیدایش نمادگرایی آماده ساختند پل ورلن، آرتور رمبو و استفان مالارمه از همه مشهورتر هستند. باید توجه داشت که هرکدام از آن‌ها سبک ویژه‌ خود را داشتند.

## مقدمه
هنگامی که از نشان و نشان‌شناسی سخن به میان می‌آید مقصود مقوله‌ای کاملاً مجزا و متفاوت از نشانه و نشانه‌شناسی است، چنانکه «نماد» (symbol) و «نمادشناسی» (symbology) نیز در مقولات دیگری می‌گنجند. نمادگرایی پیش از آن که یک مکتب به‌حساب بیاید، یک مفهوم یا فلسفه است. بشر از ابتدای شکل‌گیری تمدن‌ها و آغاز شاعری تمایل داشته حرف‌هایش را در قالب نمادها و نشانه‌ها به زبان آورد و اشیای دور و برش را تجسم مفاهیمی عمیق‌تر از آنچه به چشم می‌آید، نشان دهد. همان‌طور که مصریان باستان گل‌های اسیریس را نماد مرگ می‌دانستند، هندیان گل نیلوفر را نشانه تاج خداوند می‌نامیدند، بابلی‌ها مار را نماد جاودانگی به حساب می‌آوردند و خورشید را نشانه بخشندگی و زندگی.
اما به هرحال سمبولیسم یک مکتب فکری هم هست. در اواخر قرن نوزدهم شاعران فرانسوی که از زبان خشک نویسندگان واقع‌گرا به ستوه آمده بودند، مکتب نمادگرایی را بنیان نهادند. آن‌ها عقیده داشتند:
اثر هنری باید تا حد ممکن از بیان مستقیم مفاهیم فرار کند و به نمادها و نشانه‌ها پناه آورد.
نمادها و نشانه‌ها، خواننده را در کشف راز و رمزهای اثر به تحرک درمی‌آورد و او را از قالب یک شاگرد حرف گوش کن بیرون می‌آورد.

## نمادگرایی ادبی
این مکتب در اواخر قرن نوزدهم به وجود آمد. شارل بودلر پایه‌گذار این مکتب بود. در میان کسانی که از بودلر الهام گرفتند و با آثار خود زمینه را برای پیدایش نمادگرایی آماده ساختند پل ورلن، آرتور رمبو و استفان مالارمه از همه مشهورتر هستند. باید توجه داشت که هرکدام از آن‌ها سبک ویژه‌ای داشتند.
در میان نویسندگان جوزف کنراد و جیمز جویس به دلیل نمادپردازی در آثارشان شهرت خاصی دارند؛ مثلاً جیمز جویس در کتاب «چهره مرد هنرمند در جوانی» پسرکی عینکی را به تصویر می‌کشد که مدام مطیع پدر و مادر و نظام کلیسایی و معلمان مدرسه‌اش است. او به خاطر عینکی که به چشم می‌زند با بچه‌ها فوتبال بازی نمی‌کند. اما یک روز این عینک به‌طور اتفاقی می‌شکند و پسرک با کمال تعجب متوجه می‌شود که بینایی‌اش هیچ نقصی ندارد و بدون عینک هم می‌تواند دنیای اطرافش را ببیند. منتقدان آثار جویس، عینک را نماد نگاه بسته و فیلتر شده یا همه باورهای کوری می‌دانند که چشم عقل ما را پوشانده‌اند.
رمزگرایی، نمود عصیان هنرمندان در برابر مکتب‌های واقع‌گرایی و وصف‌گرایی بود. رمزگرایان بر فلسفه بدبینانه شوپنهاور و ایده‌آلیست‌های معنی‌گرا تکیه داشتند. آنان دیگر بار شعر را بر اریکه قدرت و افتخار نشاندند. بودلر، پایه‌گذار این مکتب، معتقد بود: «دنیا جنگلی است سرشار از اشارات. حقیقت از چشم مردم عادی پنهان است و فقط شاعر می‌تواند به رمز و راز این اشارات پی ببرد.» برخی از شاعران این مکتب، در این رمزآلودگی غرق شدند و گاه اندیشه‌های مبهم و غیراخلاقی را رواج دادند. این جریان بر آثار هنری ایران در قرن حاضر تأثیری به سزا نهاد.
شارل بودلر، موریس مترلینک، آلدینگتن، لارنس، هاکسلی، آرتور رمبو از بزرگان این مکتب هستند.
سفر و شعر رؤیای پاریسی آثار بودلر، نژادپرست از آرتور رمبو، شاهدخت مالن از موریس مترلینک نمونه‌هایی از آثار سمبولیسم می‌باشند.

## نمادگرایی در دیگر علوم
در روان‌شناسی زیگموند فروید از نمادگرایی بیشترین استفاده را کرد. فروید معتقد بود همه خوابهایی که ما می‌بینیم، با نمادشناسی قابل تفسیرند و با شناسایی نمادهای خواب می‌توان به ذهنیت آدمها پی برد. در روان‌شناسی فروید، خوابها زبان تصویری روح‌ها هستند.
هیچکاک در فیلم «طلسم شده» خود مسئله نمادگرایی فروید را به طرز جالبی به تصویر می‌کشد. در این فیلم گریگوری پک نقش یک بیمار روانی را بازی می‌کند که خود را قاتل می‌انگارد، اما در نهایت دکتر او با تفسیر کابوسهای او ماجرای قتل را حل می‌کند. گری گوری پک در کابوسهایش مردی را می‌بیند که روی پشت بامی ایستاده و چرخ یک کالسکه را در دست گرفته. در این خواب پشت بام نماد کوه و چرخ کالسکه نماد هفت تیر است.
در نقاشی نمادگرا می‌توان به آثار گوگن اشاره کرد. نقاشان سمبولیسم معتقد بودند نقاش نباید صرفاً آنچه را که با چشم می‌بیند، روی صفحه پیاده کند، بلکه باید جهان را در ذهن خود حلاجی کند و در نهایت برداشتهای شخصی خود را به تصویر بکشد. (از این جهت نقاشان سمبولیست به اکسپرسیونیسم بسیار نزدیک می‌شوند).
نمادگرایی اساساً با دنیای شاعرانی نظیر مالارمه و آرتور رمبو آغاز شد. در شعرهای سمبولیک نمادها عاطفی تر می‌شوند و شعر با موسیقی و تصویر درهم می‌آمیزد. از این جهت شاعران سمبولیست جاده را برای موسیقی نمادین هموار کردند. در موسیقی کلاسیک دبوسی را پدر سمبولیسم (و اکسپرسیونیسم) می‌دانند. دبوسی، موسیقی را از قید و بندهای هارمونی نجات داد و گفت شنونده یک قطعه موسیقی باید هنگام شنیدن یک قطعه به یک تصویر برسد و این نوازنده است که باید با بالا و پایین بردن ضرباهنگ موسیقی، این تصویر را در ذهن مخاطب تثبیت کند. پیش از دبوسی، موسیقی رمانتیک صرفاً برای رقص یا تعریف داستانهای نمایشی کاربرد داشت، اما دبوسی نشان داد موسیقی خود می‌تواند به تنهایی تصویر باشد.

## اصول نمادگرایی
از نظر فکر، نمادگرایی بیشتر تحت تأثیر فلسفه ایده‌آلیسم بود که از متافیزیک الهام می‌گرفت و در حوالی سال ۱۸۸۰ در فرانسه باز رونق می‌یافت، همچنین بدبینی شوپنهاور نیز تأثیر زیادی در شاعران سمبولیست کرده بود.
خلاصه اصول نمادگرایان به شرح زیر است:
1. حالت اندوه‌بار و آنچه را که از طبیعت موجب یأس و نومیدی و ترس است بیان می‌کنند.
2. به سمبل‌ها و اشکال و آهنگ‌هایی که احساس‌ها، نه عقل و منطق آن را پذیرفته‌است توجه دارند.
3. آثاری که آن‌ها به وجود آورده‌اند برای هر خواننده به نسبت میزان ادراک و وضع روحیش مفهوم است، یعنی هرکس نوعی آن‌ها را در می‌یابد و می‌فهمد.
4. آنان تا حد امکان از واقعیت عینی دور شده و به واقعیت ذهنی پرداخته‌اند.
5. چون انسان دستخوش نیروهای ناشناسی است که سرنوشت آنان را تعیین می‌کند از این رو حالت وحشت‌آور این نیروها را در میان نوعی رؤیا و افسانه بیان می‌کنند.
6. می‌کوشند حالت‌های غیرعادی روانی و معرفت‌های نابه هنگامی را که در ضمیر انسان پیدا می‌شود و حالت‌های مربوط به نیروهای مغناطیسی را در آثارشان بیان کنند.
7. به یاری احساس و تخیل حالت‌های روحی را در میان آزادی کامل با موسیقی کلمه‌ها، و با آهنگ و رنگ و هیجان تصویر می‌کنند.

شارل بودلر، موریس مترلینک، آلدینگتن، لارنس، آلدوس هاکسلی، آرتور رمبو از بزرگان این مکتب هستند.
سفر و شعر رؤیای پاریسی آثار بودلر، نژادپرست از آرتور رمبو، شاهدخت مالن از موریس مترلینک نمونه‌هایی از آثار نمادگرایی می‌باشند.

## کتابنامه
کلانی، رضا. مقدمه‌ای بر تاریخ و مبانی نشان‌شناسی، عصر نوین، تهران: ۱۳۹۴. شابک ‎۸−۲۴−۷۳۱۵−۶۰۰−۹۷۸ گوگل‌بوک